# 克倫肖 (密西西比州)
克倫肖（英語：Crenshaw）是位於美國密西西比州帕諾拉縣及奎特曼縣的城鎮。

## 人口
根據2020年美國人口普查的數據，克倫肖的面積為1.06平方千米，皆為陸地。當地共有人口638人，而人口密度為每平方千米602人。